# محمد أكرم (سياسي)
محمد أكرم (بالبشتوية: جنرال محمد اکرم خاکرېزوال)‏ هو سياسي أفغاني، ولد في 1962 في قندهار في أفغانستان، وتوفي في 2005.